# Georges Corm
Georges Corm (àrab: جورج قرم)  (Alexandria, 15 de juny de 1940 - Beirut, 14 d'agost de 2024) va ser un economista i exministre de Finances del Líban especialitzat en el Pròxim Orient i la Mediterrània.
Doctor per la Universitat de París, va ser professor en diverses universitats europees i va exercir de consultor econòmic del Banc Mundial, de la Unió Europea i de diversos organismes de les Nacions Unides. Va ser ministre de Finances del Líban entre el 1998 i el 2000. També va ser professor a les universitats libaneses de Saint Joseph i de Balamand. Alguns dels seus llibres són La fractura imaginària: esperit racional i religió a Occident i Orient (Pagès, 2003), Le Proche-Orient éclaté 1956-2003 (Gallimard, 2003), El Líbano contemporáneo (Bellaterra, 2006), Historia de Oriente Medio: de la Antigüedad a nuestros días (Península, 2009), Le nouveau gouvernement du monde: idéologies, structures, contre-pouvoirs (La Découverte, 2010) i Europa y el mito de Occidente (Península, 2010).